# 泰阿豐達達峰
46°32′58″N 10°18′29″E / 46.54944°N 10.30806°E
泰阿豐達達峰，是中歐的山峰，位於意大利和瑞士接壤的邊境，屬於奥特莱斯山的一部分，海拔高度3,144米，每年平均降雨量1,386毫米。